# Companhia de Água e Esgoto do Amapá
A Companhia de Água e Esgoto do Amapá - CAESA, é a empresa de abastecimento de água e saneamento básico do estado brasileiro, o Amapá.
Criada em 4 de março de 1969 e constituída em 24 de abril de 1973, é uma empresa de economia mista com sede em Macapá, sendo o governo do Amapá o acionista majoritário. Atende as zonas rurais e distritos em todos os 16 municípios amapaenses.

## Histórico
A Caesa - Companhia de Água e Esgoto do Amapá, Criada através do Decreto Lei nº 490, de 4 de Março de 1969, constituída em na Assembleia Geral realizada em 24 de Abril de 1973, dotada de personalidade de direito privado, com autonomia administrativa, vinculada a secretária de Estado da Infraestrutura, regida pela Lei nº 6.404/76, seus Estatutos e demais normas pertinentes, tem por finalidade coordenar o planejamento e executar, operar e explorar os serviços públicos de saneamento básico de esgoto e abastecimento de água potável, bem como realizar obras de saneamento básico no Estado do Amapá.

## Leilão
Em 02 de setembro de 2021, o Consórcio Marco Zero, liderado pela empresa Equatorial Energia, foi o vencedor do leilão de concessão dos serviços de água e coleta de esgoto em 16 municípios do estado. ofereceu o maior valor e será a concessionária do serviço de saneamento básico do Amapá pelos próximos 35 anos.
O consórcio vencedor apresentou proposta de R$ 930 milhões, tornando-se a empresa concessionária do serviço de saneamento básico do Amapá pelo prazo de 35 anos. O consórcio deverá realizar investimentos previstos na casa dos R$ 3 bilhões. Além da Equatorial, que tem participação de 80%, o consórcio Marco Zero também é formado pela SAM Ambiental e Engenharia, com 20%.
Em 25 de junho de 2021, a Equatorial Energia também arrematou a Companhia de Eletricidade do Amapá (CEA). 
O nome da nova empresa de saneamento é Concessionária de Saneamento do Amapá (CSA Equatorial).
A Caesa continua a atuar no saneamento nas zonas rurais e distritos dos municípios do Amapá.
Em abril de 2022, foi criada a Ideas S.A - Serviços de Inclusão Digital, Energias Alternativas e Saneamento, que ficará encarregada pelos serviços de inclusão digital, energias alternativas e saneamento básico em localidades mais distantes do estado.